# Changan Raeton

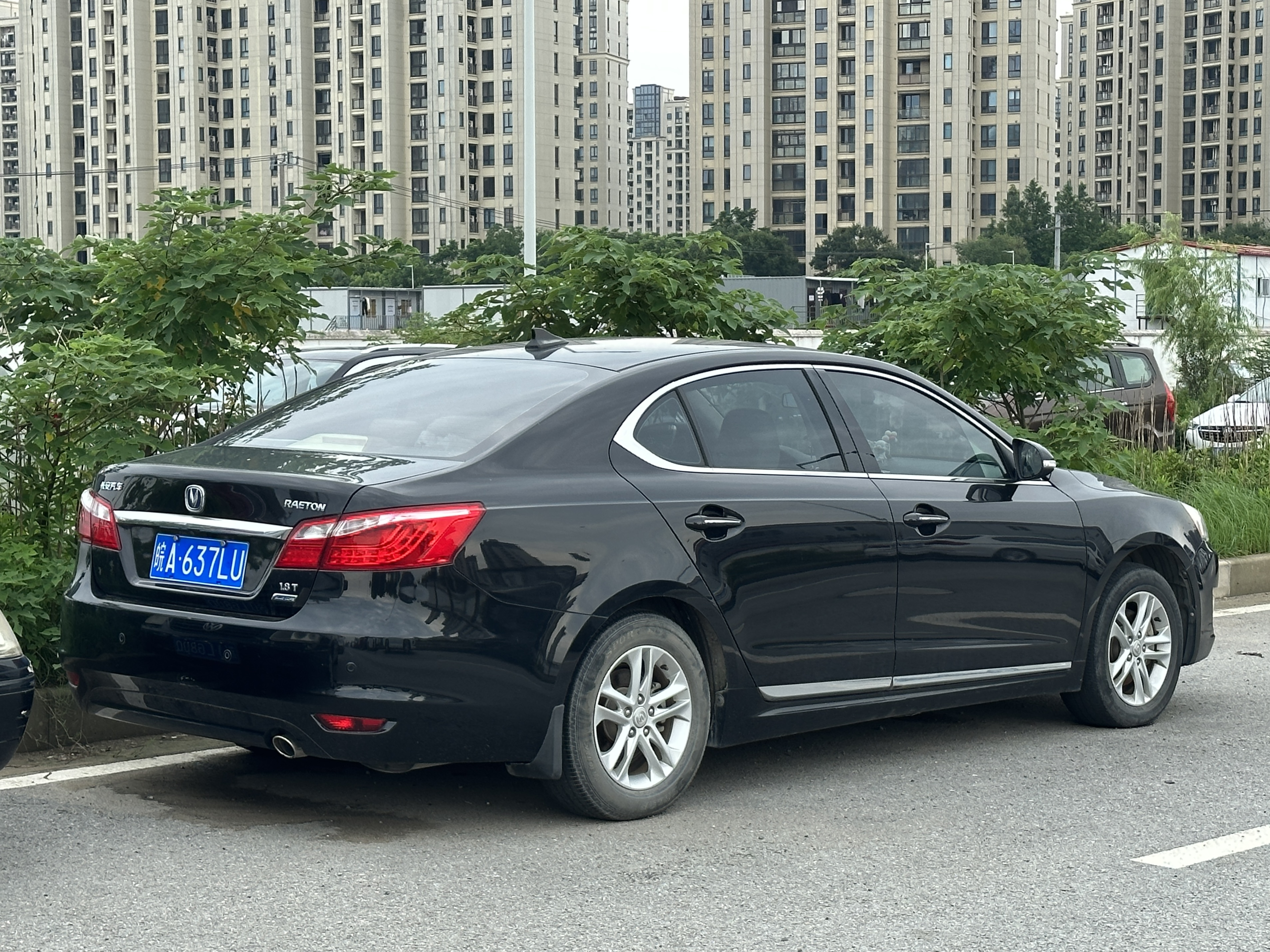
Вид сзади

Changan Raeton (кит. 睿骋) — среднеразмерный седан, выпускающийся с 2012 по 2019 год китайской компанией Changan, флагманская модель компании.

## Описание
Автомобиль Changan Raeton дебютировал в 2012 году на Пекинском автосалоне. Продажи начались в 2013 году, 16 апреля.
В 2013 году в Шанхае была представлена удлинённая версия Raeton. Серийная же модель оснащалась 1,8-литровым турбодвигателем мощностью 175 л. с.
В 2018 году автомобиль прошёл рестайлинг. Цены варьировались от 120800 до 150800 юаней. Дизайн разработан в Турине, как и в случае с Changan CS35 и Changan Eado.

## Технические характеристики
|                              | 1.5T              | 1.8T              | 2.0                 |
| ---------------------------- | ----------------- | ----------------- | ------------------- |
| Годы производства            | 09.2017—06.2019   | 04.2013—09.2017   | 04.2013—09.2017     |
| Тип двигателя                | Бензиновый (R4)   | Бензиновый (R4)   | Бензиновый (R4)     |
| Охлаждение                   | Турбонаддув       | Турбонаддув       | —                   |
| Объём                        | 1499 см³          | 1798 см³          | н. д.               |
| Мощность при об/мин−1        | 170 л. с./5500    | 177 л. с./5500    | 158 л. с./6000      |
| Крутящий момент при об/мин−1 | 230 Н⋅м/1950—4500 | 230 Н⋅м/1700—5000 | 200 Н⋅м/4000—4500   |
| Привод                       | Передний          | Передний          | Передний            |
| Трансмиссия                  | 6-скор. АКПП      | 6-скор. АКПП      | 5-скор. АКПП        |
| Трансмиссия (опционально)    | 6-скор. МКПП      | 6-скор. МКПП      | [6-скор. АКПП]      |
| Максимальная скорость        | 200 км/ч          | 210 км/ч          | 205 км/ч [200 км/ч] |
| Разгон до 100 км/ч           | н. д.             | 10,9 сек.         | н. д.               |
| Расход топлива на 100 км     | 7,6 л             | 8,4—8,9 л         | 8,4—8,6 л [8,0 л]   |
| Масса                        | 1595 кг           | 1595 кг           | 1545 кг [1565 кг]   |
| Объём бака                   | 65 л              | 65 л              | 65 л                |